# Hubby's Day at Home
Pour plus de détails, voir Fiche technique et Distribution.
Hubby's Day at Home est un film américain produit par Kalem, réalisé par Sidney Olcott et sorti en 1911 avec Jack J. Clark et Agnes Mapes dans les rôles principaux.

## Fiche technique
- Titre original : Hubby's Day at Home
- Réalisation : Sidney Olcott
- Société de production : Kalem
- Pays :  États-Unis
- Longueur : 990 pieds
- Dates de sortie : 1911

## Distribution
- Jack J. Clark : Hubby
- Agnes Mapes : La femme de Hubby

## Anecdotes
Le film a été tourné notamment à Coney Island, NY.